# مريغة
مريغة هو دُوَّار يقع بجماعة وركان، إقليم الحوز، جهة مراكش آسفي في المملكة المغربية. ينتمي الدوّار لمشيخة مريغة التي تضم 7 دواوير. يقدر عدد سكانه بـ 1377 نسمة حسب الإحصاء الرسمي للسكان والسكنى لسنة 2004. يقع الدوار جنوب مدينة مراكش. يقع جنوبه دوار وركان وشماله دوار أسني، أما شرقه فتحيط به سلسلة جبال الأطلس الكبير. وفي جنوبه الشرقي يوجد دوار تنزرت وتحده غربا منطقة أمزميز. تتميز منطقة مريغة بتنوع تضاريسها فهي تتكون من سهول وهضاب وسلاسل جبلية تحيط بها على شكل سياج. تتميز مريغة بمناخها المعتدل الحار صيفًا والبارد شتاءً.